# Seifenmuseum St. Gallen
Das Seifenmuseum in St. Gallen in der Schweiz zeigt über 10'000 Seifen aller Grössen, Farben und Herkunft. Es wurde 2015 vom damals zwölfjährigen Vasco Hebel gegründet. Träger ist ein gleichnamiger Verein.

## Geschichte

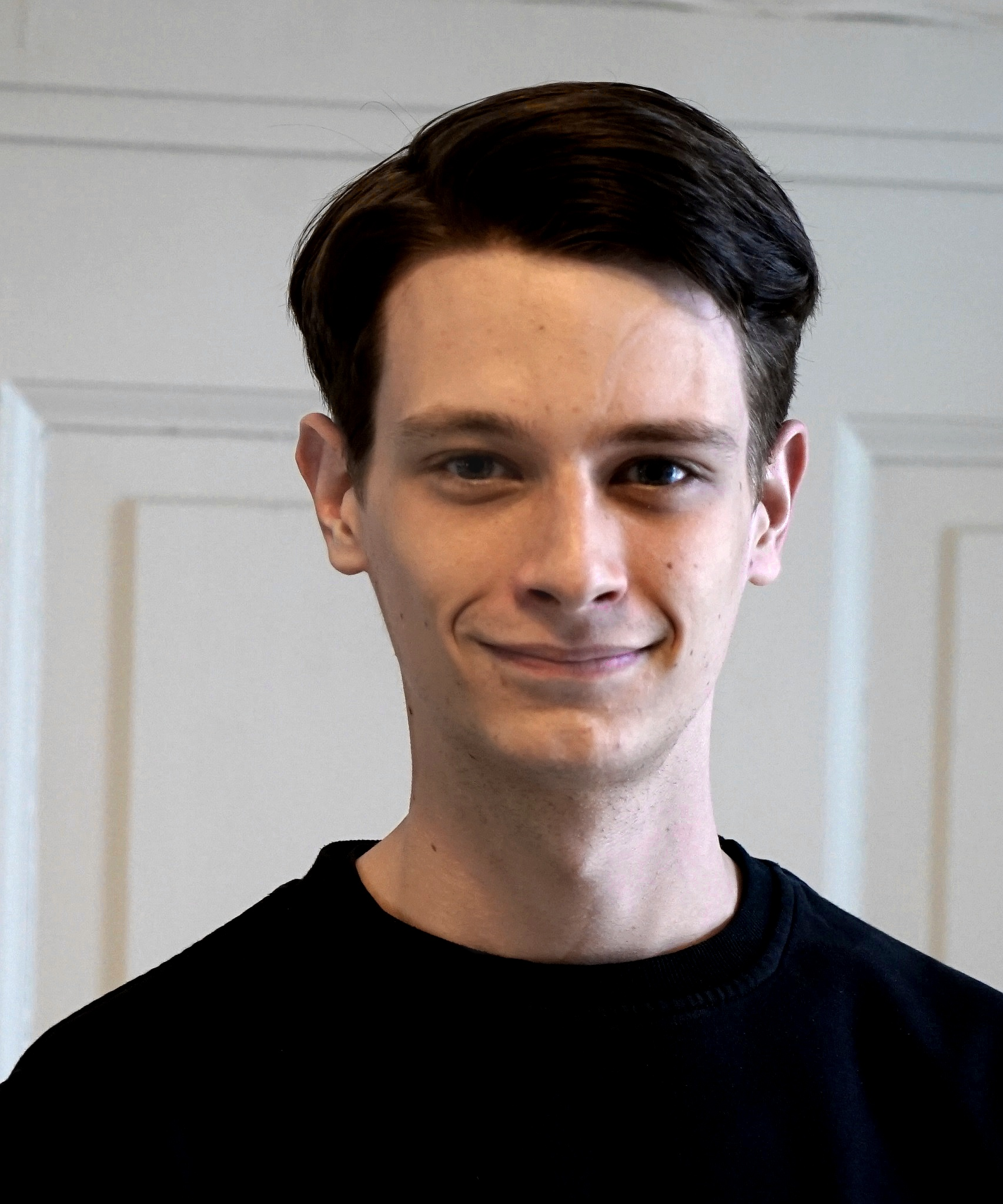
Vasco Hebel, 2023

Bereits mit acht Jahren sammelte Vasco Hebel Seifen, anfangs noch zu Hause in zwei Zimmern, wo er sie in Setzkästen, Regalen und Vitrinen aufbewahrte. Darunter waren Seifen in Form von Teddybären oder Legosteinen. Mit einem Geschenk von über 400 Seifen aus der im Mai 2012 aufgelösten Seifenfabrik Permatin AG in Stein am Rhein bedachte ihn deren Geschäftsführer Mark Laager. Vasco hatte Laager bei einer «Studienreise» zur Seifenfabrik kennengelernt. Nachdem sein Zuhause zur Aufbewahrung nicht mehr genug Raum bot, gründete er in der Rorschacher Strasse das Seifenmuseum. Bereits im Jahr 2021 musste er innerorts im St. Galler Quartier St. Fiden umziehen und verdoppelte dabei die Fläche. Das Museum ist samstags und sonntags geöffnet.

## Sammlung
Das Seifenmuseum zeigt neben Seifen auch historische Reklamen für Seifen und Maschinen zur Seifenherstellung sowie die Gerätschaften, mit denen bis vor zwei Generationen noch von Hand gewaschen wurde. Wechselausstellungen widmen sich Themen wie Hotelseife, Marseiller Seife oder Waschmitteln und thematisieren den Einsatz von Gerüststoffen, Tensiden oder Farbübertragungsinhibitoren ebenso wie nachhaltiges Waschen.

## Seifenherstellung im Seifenmuseum
In Workshops können eigene Seifen im Seifenmuseum hergestellt werden. Aber Vasco Hebel produziert auch selbst Seifen, so z. B. für die St. Galler Stiftsbibliothek mintgrüne Seifen mit Rosmarin und Lavendelöl in Form der St. Galler Klostertürme. Hierfür nutzt er Kokosfett, Olivenöl und Babassuöl. Ausserdem stellte er für die Ausstellung 100 Shades of White – Eine Farbe in Mode des Textilmuseums St. Gallen Seifen der Duftrichtungen Lavendel und Rose mit der Prägung spitze! in mit Spitzenmustern versehenen Schachteln her.